# Dyschirius neresheimeri
Dyschirius neresheimeri – gatunek chrząszcza z rodziny biegaczowatych i podrodziny grzebielników.

## Taksonomia
Gatunek ten opisany został po raz pierwszy w 1915 roku przez Hansa Wagnera. Epitet gatunkowy nadano na cześć Juliusa Neresheimera.

## Morfologia
Chrząszcz o mocno wydłużonym ciele długości od 4,5 do 6 mm. Głowa ma nadustek pozbawiony zęba pośrodku przedniej krawędzi. Obrzeżenie boków przedplecza wyraźnie sięga ku tyłowi do tylnego chetoporu (punktu szczecinkowego). Pokrywy mają słabo wgłębione, wyraźnie punktowane, u szczytu skrócone rzędy oraz płaskie do co najwyżej delikatnie wypukłym międzyrzędy. Podstawa pokryw jest nieobrzeżona, matowa wskutek wyraźnego siateczkowania. Powierzchnie pokryw mają po jednym chetoporze (punkcie szczecinkowym) przypodstawowym, po jednym chetoporze zabarkowym, po dwa chetopory dyskalne i po dwa chetopory przedwierzchołkowe. Okolice chetoporów przypodstawowych są matowe. Szereg chetoporów w bocznych bruzdach pokryw jest rozlegle pośrodku przerwany. Skrzydła tylnej pary są w pełni wykształcone. Odnóża pierwszej pary są grzebne i mają golenie o bardzo niewyraźnym i stępionym dolnym ząbków krawędzi zewnętrznej.

## Ekologia i występowanie
Owad rozmieszczony na nizinach. Zasiedla piaszczyste i piaszczysto-muliste stanowiska na pobrzeżach większych rzek. Żyje w wykopanych w glebie norkach. Poluje na drobne bezkręgowce. Związany jest pokarmowo m.in. z różnymi stadiami rozwojowymi wściubów B. opacus, B. pallipes i B. subterraneus.
Gatunek palearktyczny, znany z Holandii, Niemiec, Szwecji, Estonii, Łotwy, Litwy, Polski, Ukrainy, europejskiej części Rosji oraz zachodniego Kazachstanu. Na wschód dochodzi do Uralu Południowego, a na północ do Upplandu. W Polsce znany jest z nielicznych stanowisk na Pobrzeżu Bałtyku, Nizinie Wielkopolsko-Kujawskiej, Dolnym Śląsku, Nizinie Mazowieckiej i Wyżynie Lubelskiej.